# Компании Кабо-Верде

Это список известных компаний Кабо-Верде.

## Известные компании
В этот список входят известные компании с основными штаб-квартирами, расположенными в стране. Отрасль и сектор соответствуют эталону таксономии отраслевой классификации. Организации, прекратившие свою деятельность, включаются и отмечаются как несуществующие. Большинство из этих компаний торгуют на фондовой бирже Кабо-Верде (BVC).
| Название                       | Индустрия              | Сектор                | Штаб-квартира | Год основания | Примечания                                                |
| ------------------------------ | ---------------------- | --------------------- | ------------- | ------------- | --------------------------------------------------------- |
| A Semana                       | Бытовые услуги         | Издательство          | Прая          | 1991          | Газета                                                    |
| Artiletra                      | Бытовые услуги         | Издательство          | Минделу       | 1991          | Газета острова Сан-Висенти                                |
| Banco Caboverdiano de Negócios | Финансовые услуги      | Банк                  | Прая          | 2003          | Банковские услуги                                         |
| Banco Comercial do Atlântico   | Финансовые услуги      | Банк                  | Прая          | 1993          | Коммерческий банк                                         |
| Banco Interatlântico           | Финансовые услуги      | Банк                  | Прая          | 1999          | Банковские услуги                                         |
| Банк Кабо-Верде                | Финансовые услуги      | Банк                  | Прая          | 1975          | Центральный банк                                          |
| Binter CV                      | Бытовые услуги         | Авиакомпания          | Прая          | 2014          | Частная чартерная авиакомпания                            |
| Cabo Verde Express             | Бытовые услуги         | Авиакомпания          | Эшпаргуш      | 1998          | Частная чартерная авиакомпания                            |
| Cabo Verde Investimentos       | Финансовые услуги      | Инвестиционные услуги | Прая          | 2004          | Инвестиции                                                |
| Caixa Económica de Cabo Verde  | Финансовые услуги      | Банк                  | Прая          | 1928          | Банковские услуги                                         |
| CERIS                          | Потребительские товары | Пивоварение           | Прая          | 1988          | Пиво «Стрела», Coca-Cola и другое                         |
| Correios de Cabo Verde         | Промышленность         | Услуги по доставке    | Прая          | 1849          | Почтовые услуги                                           |
| Electra                        | Коммунальные услуги    | Электричество         | Минделу       | 1982          | Электроэнергетика                                         |
| ENAPOR                         | Промышленность         | Транспортные услуги   | Минделу       | 1982          | Портовое управление                                       |
| Expresso das Ilhas             | Бытовые услуги         | Издательство          | Прая          | 1991          | Газета                                                    |
| Halcyonair                     | Бытовые услуги         | Авиакомпания          | Эшпаргуш      | 2005          | Авиакомпания, прекратившая свое существование в 2013 году |
| IMPAR                          | Финансовые услуги      | Страхование           | Прая          | 1992          | Страхование                                               |
| Jornal Horizonte               | Бытовые услуги         | Издательство          | Прая          | 1988          | Газета                                                    |
| Jornal O Cidadão               | Бытовые услуги         | Издательство          | Минделу       | 1988          | Газета острова Сан-Висенти                                |
| Oceanpress                     | Бытовые услуги         | Издательство          | Санта-Мария   | 2014          | Газета острова Сал                                        |
| Rádio Barlavento               | Бытовые услуги         | Вещание и развлечение | Минделу       | 1955          | Радио, прекратившее свое существование в 1974 году        |
| Rádio Clube do Mindelo         | Бытовые услуги         | Вещание и развлечение | Минделу       | 1947          | Радио, прекратившее свое существование в 1955 году        |
| Record Cabo Verde              | Бытовые услуги         | Вещание и развлечение | Прая          | 2008          | Телевидение                                               |
| RTC                            | Бытовые услуги         | Вещание и развлечение | Прая          | 1997          | Телевидение и радио                                       |
| TACV Cabo Verde Airlines       | Бытовые услуги         | Авиакомпания          | Прая          | 1958          | Чартерная авиакомпания                                    |
| Terra Nova                     | Бытовые услуги         | Издательство          | Минделу       | 1975          | Газета                                                    |

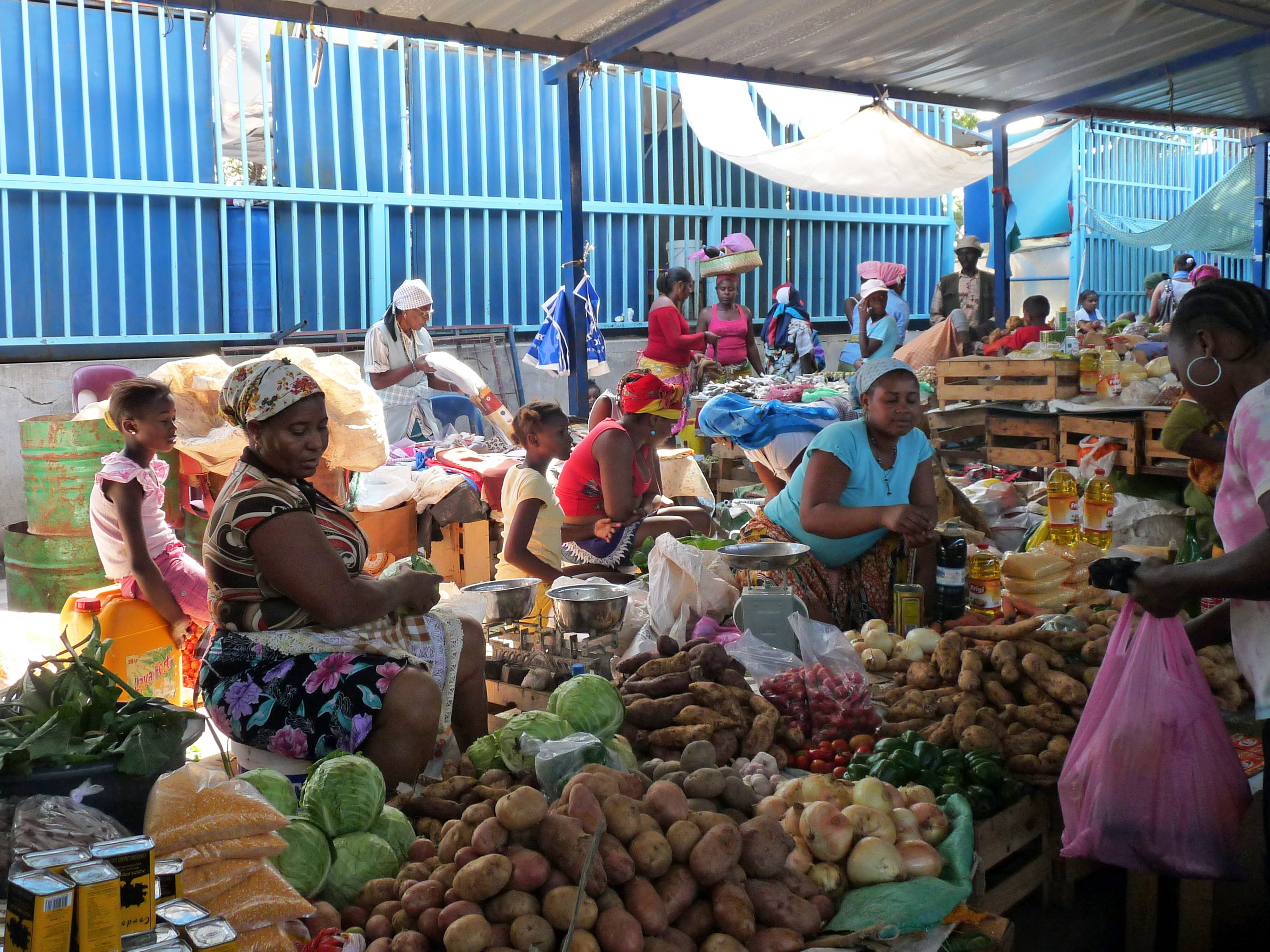
Рынок в Прайе.
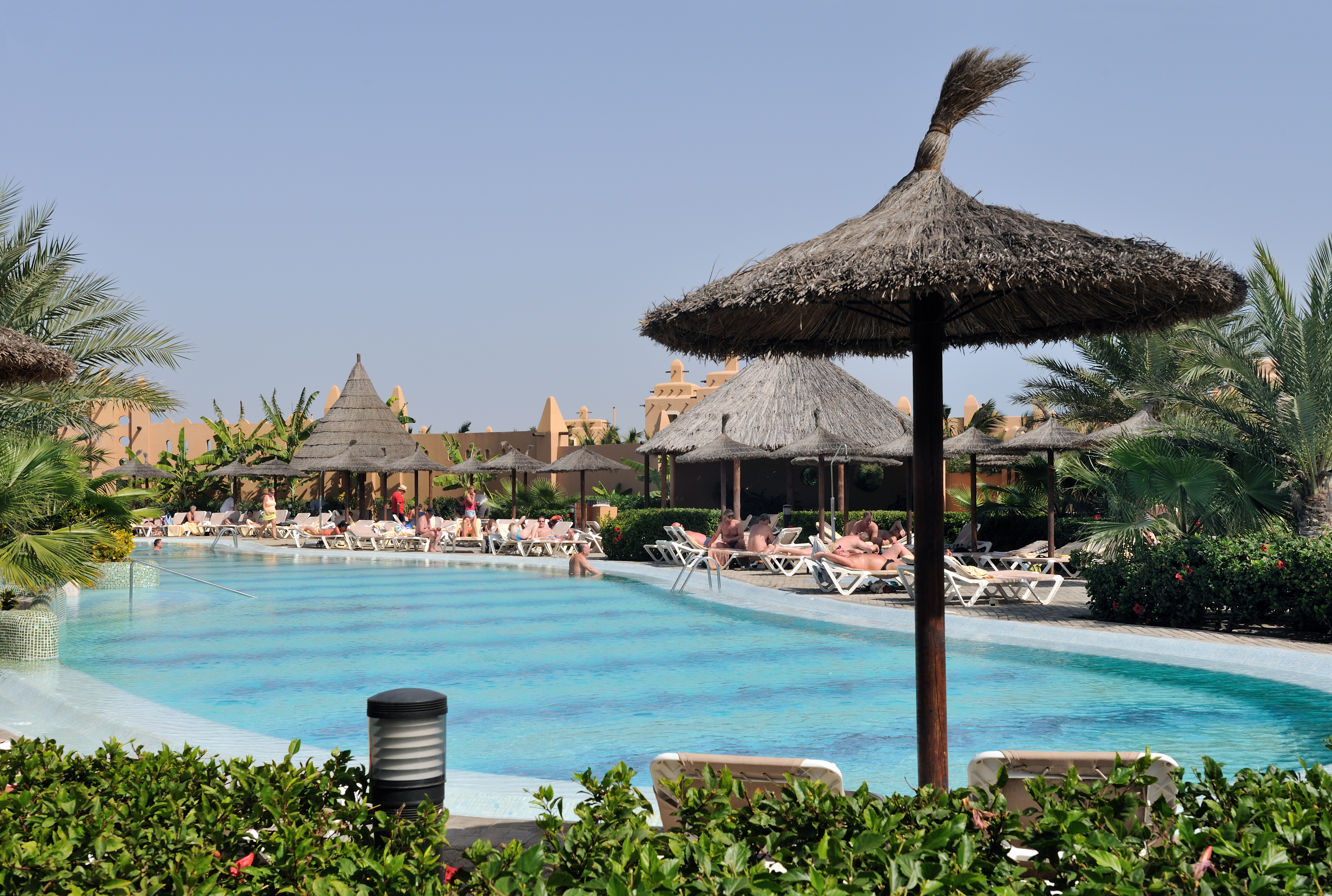
Курорт Сала.
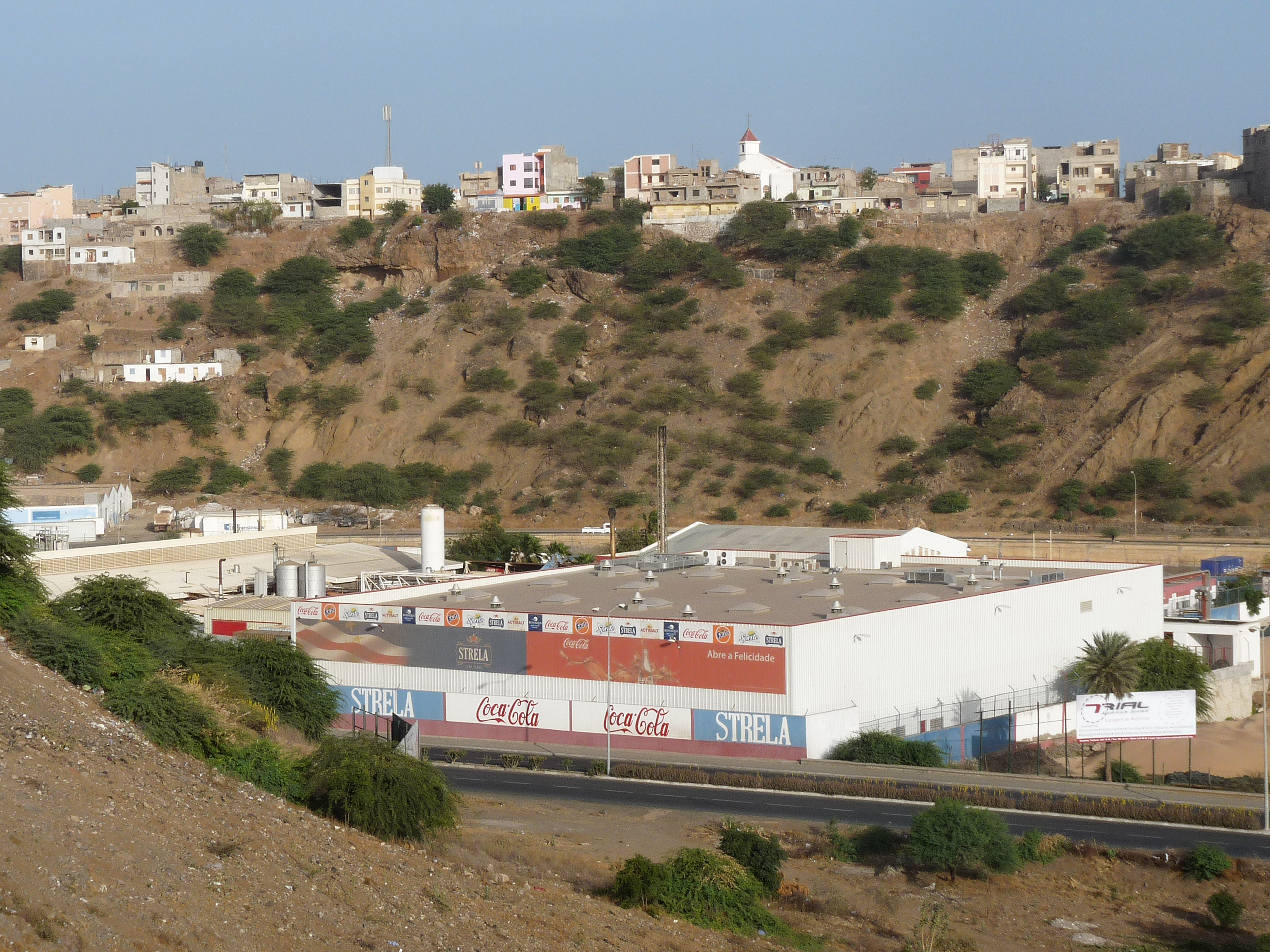
Пивоварня "Стрела".